# Lírio Rosso
Lírio Rosso (Criciúma, 18 de dezembro de 1933 – Florianópolis, 17 de junho de 2011) foi um odontologista e político brasileiro.
Filho de Antônio Rosso e de Maria Pavei Rosso. Casou com Dorinda Colle Rosso.

## Carreira
Foi deputado à Assembleia Legislativa de Santa Catarina na 11ª legislatura (1987 — 1991) e na 12ª legislatura (1991 — 1995).